# Кастеллетто-Монферрато
Кастеллетто-Монферрато (итал. Castelletto Monferrato, пьем. Castlèt Monfrà) — коммуна в Италии, располагается в регионе Пьемонт, в провинции Алессандрия.
Мэр коммуны — Паоло Борасио.
Население составляет 1537 человек (2008 г.), плотность населения составляет 163 чел./км². Занимает площадь 9 км². Почтовый индекс — 15040. Телефонный код — 0131.
Покровителем коммуны почитается святой Сир из Павии. Его праздник ежегодно отмечается здесь 9 декабря.

## Демография
Динамика населения:

## Администрация коммуны
- Официальный сайт: